# 突眼希蛛
突眼希蛛（学名：Achaearanea oculiprominentis）为球蛛科希蛛属的动物。分布于日本以及中国大陆的海南、四川、广西等地，主要生活于田野草丛中。